# Charles Le Beau
Charles Le Beau (18 de octubre de 1701-13 de marzo de 1778) fue un historiador y escritor de Francia.

## Biografía
Charles fue un historiador nacido en París en 15 de octubre de 1701 y fallecido en 13 de octubre de 1778 a los 78 años, y fue profesor de retórica en el Colegio de Grassins, más tarde en el Colegio Real de París, secretario perpetuo y pensionario de la Academia de Inscripciones y Lenguas Antiguas, y era hermano de Jean Louis Le Beau (1721-1766) profesor de retórica en el mismo colegio que Charles quien dejó una edición de Homero en griego y latín, 1746, 2 vols., y las oraciones de Cicerón, 1750, 3 vols., enriquecidas con notas.
Charles realizó brillantes estudios en el colegio de Santa Bárbara del que decidió salir por los reproches que recibió de sus maestros que le encontraron en sus manos un volumen de Jean Racine y pasó entonces al colegio de Plessis y a los 20 años ocupa una cátedra de segunda, y obtiene posteriormente la cátedra de retórica en el Colegio de Grassins que el cede más tarde a su hermano.
Charles, después de la muerte del cardenal de Polignac, Melchior de Polignac, célebre por sus capacidades y su valía literaria designado por Voltaire «el cardenal oráculo de Francia», tuvo el encargo por parte del abad de Rothelin, el eclesiástico Charles d'Orleans de Rothelin (1691-1744) cuyo padre era el marqués de Rothelin, fallecido en el año del nacimiento de su hijo, de una rama de la Casa de Orleans, los marqueses de Rhotelin dimanados de los duques de Longueville, de poner en orden los materiales de un poema del citado cardenal «Anti-Lucretius,seu de Deo et natura», 1745, 2 tomos, en 4.º, traducido al francés por el escritor Jean-Pierre de Bougainville (1722-1763) hermano de Louis Antoine de Bougainville, y al italiano por el abad benedictino Francesco Maria Ricci, 1767, 3 tomos, teniendo por propósito esta obra refutar a Lucrecio demoledor de la divinidad.
En 1752 Charles sucede al estimable literato y abad Nicolas Piat (1690-1756) en la cátedra de elocuencia del Colegio de Francia, y en 1755, Charles, obtiene el empleo de secretario perpetuo de la Academia de Inscripciones y Lenguas Antiguas, por la dimisión del citado Bougainville, y como escritor sobresale su obra en 22 vols. «Historia del Bajo Imperio comenzando por Constantino el Grande» que puede considerase como una continuación de la «Historia antigua» de Charles Rollin, con crítica juiciosa y estilo elegante, continuada su obra por el escritor y organizador-bibliotecario Herbet-Pascal Ameilhon (1730-1811), con espíritu juicioso y filosófico, analizada a grandes rasgos, autor también de una obra sobre el comercio en Egipto bajo los Ptolomeos y colaborador asiduo en revistas literarias y en las Memorias de la Academia de Inscripciones como unas investigaciones sobre el ejercicio de nadar en los antiguos, el arte de bucear en la antigüedad, sobre el telescopio y otras investigaciones, y el elogio de Charles Le Lebau lo escribió Dupuis en el volumen 42 en «Memorias de la Academia de Inscripciones y Bellas Letras».
Charles también dio a la imprenta Memorias a la Academia de Inscripciones de doctas disertaciones, y de elogios históricos de Louis Racine (1692-1763), del abad Jean Lebeuf (1687-1760), del cardenal Domenico Passionei (1682-1761), del conde Marc Pierre de Voyer d'Argenson , del conde Anne Claude de Caylus (1692-1765), y otros, y escribió además poesías latinas y discursos latinos, con versos dulces, fáciles, elegantes y harmoniosos, y de una latinidad pura. François Pascual (1796-1849) autor de un compendio de la historia de las Cruzadas (1095-1291), París, 1836, dejó escrita además un compendio «Abrege de l'histoire du Bas-Empire ou le Lebeau de la jeunesse», París, 1830, con una investigación sobre el origen y las costumbres de los antiguos turcos, consideraciones sobre el gobierno del Imperio otomano, con combates, hechos memorables, personajes distinguidos por sus acciones y por sus dignidades, ect., y otra obra según el insigne historiador Cesare Cantù, la siguiente: del abogado y escritor Jacques Corentin Royou (1745-1828) «Historia del Bajo Imperio desde Constantino I hasta la toma de Constantinopla», París, 1803, 4 tomos, autor asimismo de «Precis de l'histoire ancienne d'apres Rollin», 1802, 4 vols., «Histoire romaine», 1806, 4 vols. (hasta Augusto), «Histoires des empereurs romains», 1808, 4 vols. (hasta Constancio Cloro).
Una escuadra de sesenta naves mandada por Crátero fracasó igualmente contra ellos en 821, y otra habilitada a toda costa por Nicetas Orifas en aquel mismo año no se arrojó, dice Le Beau, según los historiadores bizantinos, a apostar por la isla, donde conceptuó inexpugnables a los bárbaros, y se ciñó a resguardar el Archipiélago contra sus piraterías. Pasó luego a Creta... (cita sacada de la obra escrita por Carlos Romey «Historia de España», Barna, 1839).

## Obras
- Ad eminentissimum S.R.E cardinalem Andream Herculem de Fleury,.., 1729.
- Europa,..., 1738.
- Discours sur la paix, 1749.
- In restitutam Regi valetudinem,.., 1749.
- The history of the Constantine the Great, London, 1776.
- Carmina et orationes, 1782, 3 vols. en 8.º.
- Fabulae, narrationes,.., Nyon, 1782.
- Orationes et orantiunculae, Nyon, 1783.
- Historia del Baxo-Imperio, Madrid, 1895.
- Opera latina, 1816, 2 vols., en 8.º.
- Paralleles curieux des fables en vers latins de M.Lebeau avec Lafontaine et tous les poetes latins qui ont traite les mesmes fables, 1784, en 8.º.
- Six memories sur medailles restituees et vintg-six sur la légion romaine
- Histoire du Bas-Empire en commençant a Constantin-le-Grand, 1811, 27 vols.
- Otras.